# ماريو سانشيز (لاعب إسكواش)
ماريو سانشيز (بالإسبانية: Mario Sánchez)‏ هو لاعب إسكواش مكسيكي، ولد في 25 نوفمبر 1957 في مدينة مكسيكو في المكسيك.